# Sebastian Homann
Sebastian Homann ist ein deutscher Pokerspieler. Er gewann 2010 das Main Event der World Poker Tour.

## Pokerkarriere
Seine erste Geldplatzierung bei einem Live-Turnier erzielte Homann Mitte Juli 2008 bei der Casinos Austria Poker Tour in Velden am Wörther See. Dort wurde er bei einem Event in der Variante No Limit Hold’em Zweiter und erhielt mehr als 30.000 Euro. Anfang März 2009 belegte er beim Main Event der Bregenz Open den dritten Platz und sicherte sich rund 55.000 Euro. Ende November 2010 gewann Homann das Main Event der World Poker Tour in Marrakesch. Dafür setzte er sich gegen 221 andere Spieler durch und erhielt eine Siegprämie von 250.000 Euro. Im Oktober 2017 war er erstmals bei einem Event der World Series of Poker erfolgreich und kam beim Colossus bei der im King’s Resort in Rozvadov ausgetragenen World Series of Poker Europe in die Geldränge. Seitdem blieben größere Turniererfolge aus.
Insgesamt hat sich Homann mit Poker bei Live-Turnieren knapp 550.000 US-Dollar erspielt.